# Семёнов, Юлиан Семёнович
Юлиа́н Семёнович Семёнов (настоящая фамилия Ля́ндрес; 8 октября 1931, Москва, СССР — 5 сентября 1993, Мухалатка, Республика Крым, Украина) — русский советский писатель (прозаик, публицист, поэт), сценарист, педагог и журналист; заслуженный деятель искусств РСФСР (1982), лауреат Государственной премии РСФСР имени братьев Васильевых (1976). Основатель журнала «Детектив и политика» и газеты «Совершенно секретно» (1989), для которой придумал название. Один из пионеров жанра «журналистские расследования» в советской периодике.

## Биография

### Семья

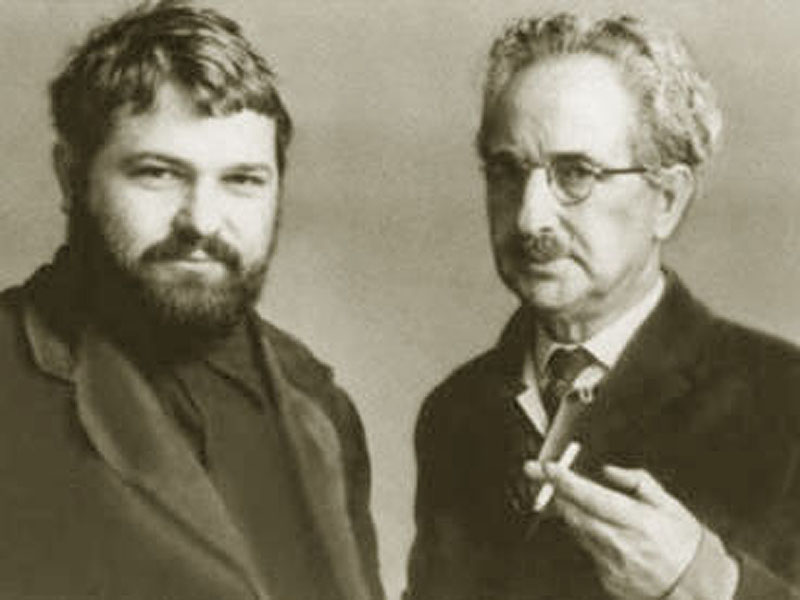
Юлиан Семёнов (слева) и его отец Семён Ляндрес

Отец — Семён Александрович Ляндрес (1907–1968), советский государственный деятель, организатор издательского дела, редактор, литературовед. Мать — Галина Николаевна Ляндрес (урождённая Ноздрина) (род. 1908), заведующая библиотекой.
Жена — Екатерина Сергеевна Семёнова (дев. Михалкова-Кончаловская; 1931 – 20.03.2019), дочь Натальи Петровны Кончаловской от первого брака, падчерица Сергея Владимировича Михалкова.
- Старшая дочь — Дарья Юлиановна Семёнова (род. 1958), окончила Московское государственное академическое художественное училище памяти 1905 года и Московский государственный художественный институт имени В. И. Сурикова, художница, в 1991–1992 годах с семьёй жила в Лондоне, позже вернулась в Россию. В детстве снялась в эпизодических ролях в фильмах «Не самый удачный день» (1966) и «Дворянское гнездо» (1969). Бывший муж — Алексей Дмитриевич Бегак (1960–2022), художник, дизайнер, телеведущий. Внук Максим Бегак (1987–2011), погиб, похоронен в Москве на Троекуровском кладбище. Внук Филипп Бегак (род. 1993), предприниматель, занимается сельским хозяйством. В 2024 году женился на телеведущей Насте Ивлеевой[7].

- Младшая дочь — Ольга Семёнова (род. 1967), журналистка, автор книги об отце «Юлиан Семёнов» (серия «Жизнь замечательных людей», 2006, 2011), жила во Франции и Ливане[8]. Сыграла роль журналистки Киры Королёвой в фильме «Противостояние», снятом по книге отца. Снималась в сериале «Исаев». Замужем за Надимом Брайди — французским гражданином ливанского происхождения. Внучка Алиса Брайди (род. 1990); внук Юлиан Семёнов-Брайди (род. 1995), пианист.

### Образование
В начале Великой Отечественной войны был с матерью эвакуирован в Энгельс.
В 1948 году поступил в Московский институт востоковедения. Во время учёбы подружился с Евгением Примаковым. 
После ареста отца 29 апреля 1952 года всеми силами добивался его освобождения. Обращался во все возможные инстанции, настаивая на его невиновности и требуя пересмотра дела, заявлял о неправомерности обвинения. После отказа подчиниться требованию "прекратить компрометировать органы" был отчислен с последнего курса и исключён из комсомола. 
Занимался боксом, участвовал в платных боях, чтобы заработать деньги и помогать отцу, которого парализовало в тюрьме после побоев на допросах, а так же семье, оказавшейся после ареста отца в тяжёлом положении;.
Однако после смерти Сталина и освобождения отца восстановлен в институте и комсомоле. В 1954 году окончил ближневосточный факультет Московского института востоковедения.

Затем преподавал в МГУ пушту и одновременно учился там же на историческом факультете.

### Профессиональная деятельность
С 1955 года начал пробовать себя в журналистике: печатался в «Огоньке», «Правде», «Литературной газете», «Комсомольской правде», «Смене».
В 1962—1967 годах был членом редколлегии журнала «Москва».
В 1960—1970 годах много работал за рубежом корреспондентом вышеупомянутых изданий (Франция, Испания, Германия, Куба, Япония, США, Латинская Америка). По свидетельству собкора Гостелерадио СССР Валентина Запевалова, в конце 1970-х — начале 1980-х годов Семёнов несколько лет проработал в столице ФРГ Бонне собственным корреспондентом «Литературной газеты».
Во время журналистской деятельности был в тайге с охотниками на тигров, на полярной станции, на строительстве БАМа, на вскрытии алмазной трубки, в Афганистане, Испании, в Чили, на Кубе, в Парагвае.
Семёнов профессионально работал с архивами. Ему приписывают цитату: «Кто контролирует прошлое — не растеряется в настоящем, не заблудится в будущем».
В 1989 году учредил первое частное советское издание, бюллетень «Совершенно секретно». Для работы над концепцией и пилотным номером привлёк ведущего программы «Взгляд» Евгения Додолева и журналиста АПН Александра Плешкова, который позднее был, по всей видимости, отравлен в Париже на совместном ужине с главным редактором французского журнала «VSD» (после прогулки с Эдуардом Лимоновым); «в том, что это было покушение не на Плешкова, а на Юлиана, никто не сомневался».
Дочь Юлиана Семёнова Ольга рассказывала в одном из интервью:
Юлиан Семёнов никогда не был сребролюбив и одним из первых занялся в России благотворительной деятельностью… В основанной им газете «Совершенно секретно» получал символическую зарплату — 1 рубль в год.
На официальном сайте холдинга «Совершенно секретно» подчёркивается отличие этого издания от конкурентов того периода:
Разница между «Совершенно секретно» и «Огоньком» или «Московскими новостями» была только в одном: свою газету Юлиан Семёнов создал с чистого листа. Этот амбициозный человек, у которого было всё — и всенародная слава, и полный достаток, обеспеченный 12-миллионным тиражом его бестселлеров, — никогда не останавливался на достигнутом и всегда хотел быть первым. И газета «Совершенно секретно» вошла в историю отечественной журналистики как первое независимое, негосударственное СМИ в нашем послереволюционном отечестве.
Основал издательство «ДЭМ» и журнал «Детектив и политика (ДИП)». Принял активное участие в перестройке, написал ряд политически направленных, обличающих сталинизм произведений: «Репортёр», «Тайна Кутузовского проспекта», «Ненаписанные романы», «Процесс-38».
В книге «Лимониана, или Неизвестный Лимонов» рассказывается, что Семёнов участвовал в возвращении репатрианта Лимонова и его произведений из эмиграции в СССР.
Семёнов был одним из пионеров жанра «журналистские расследования» в советской периодике. В 1974 году, в Мадриде, взял интервью у нацистского преступника и любимца Гитлера Отто Скорцени, который до этого категорически отказывался встречаться с журналистами, а работая корреспондентом «Литературной газеты» в Германии взял интервью у бывшего рейхсминистра Альберта Шпеера и одного из руководителей СС Карла Вольфа. Беседы с ними, а также история поисков Янтарной комнаты и других культурных ценностей, перемещённых из Советского Союза за границу во время Великой Отечественной войны, были опубликованы Семёновым в 1983 году в документальной повести «Лицом к лицу».
Как говорила дочь Юлиана Семёнова Ольга,

Если бы он не был авантюристом, он бы не пробирался в нацистские колонии в Латинской Америке, куда на пушечный выстрел никого не подпускали. Он бы не занимался поисками Янтарной комнаты, перезахоронением останков Шаляпина, он бы не встречался с нацистскими преступниками — Отто Скорцени и страшным человеком Вольфом, который лично подписал приказ об уничтожении 150 тысяч славянских и еврейских женщин и детей.

### Отношения с КГБ
Юлиан Семёнов вступал в контакты с руководством КГБ при работе над своими произведениями, его ценил председатель КГБ Юрий Андропов. Дочь Юлиана Семёнова Ольга рассказала об этом так:

Папа с Комитетом не сотрудничал. Более того, как многие нормальные люди в те годы, он панически сторонился этой организации. Работая над своими романами, папа вынужден был писать письма высокопоставленным кагэбэшникам: «Тов. Семичастному. Прошу разрешить работать мне в архиве...» И, несмотря на эти просьбы, с трудом попадал в архивы, а если попадал и делал там какие-то выписки, то на выходе тетрадки у него отбирали. Все изменилось, когда председателем Комитета стал Андропов. Юрий Владимирович был либералом и сразу сказал папе: «Мне нравится то, что вы пишете. И я вижу в ваших книгах наши «уши», абзацы, искромсанные нашими костоломами...»
Мы не дружили семьями, о чем я сожалею: Андропов был закрытым человеком. Но папа звонил ему, когда хотел, и довольно часто встречался.
Андропов пытался притянуть на свою сторону интеллигенцию. Целый отдел в Комитете встречался с режиссерами, писателями, актерами, выслушивал их мнения насчет приватизации, хозрасчета. Но, увы, Андропов ничего не успел из задуманного сделать — слишком рано умер. Должна вам сказать, что его смерть Юлиан Семенов перенес тяжело, и это был траур не по покровителю, а по другу.

### Общественная деятельность
Обретение свободы — самого дорогого, что есть у человека, — сопровождается таким противодействием сути и движению перестройки, что остаётся только диву даваться… Такое ощущение, что назревает желание снова получить «сильную руку»… Единовластие, возвеличивание «великих, гениальных, выдающихся» ведёт к катастрофе. Это мы почувствовали на собственном опыте.
- Секретарь правления Союза писателей СССР.
- Вице-президент Общества дружбы «СССР — Аргентина».
- Член Советского комитета солидарности со странами Латинской Америки.

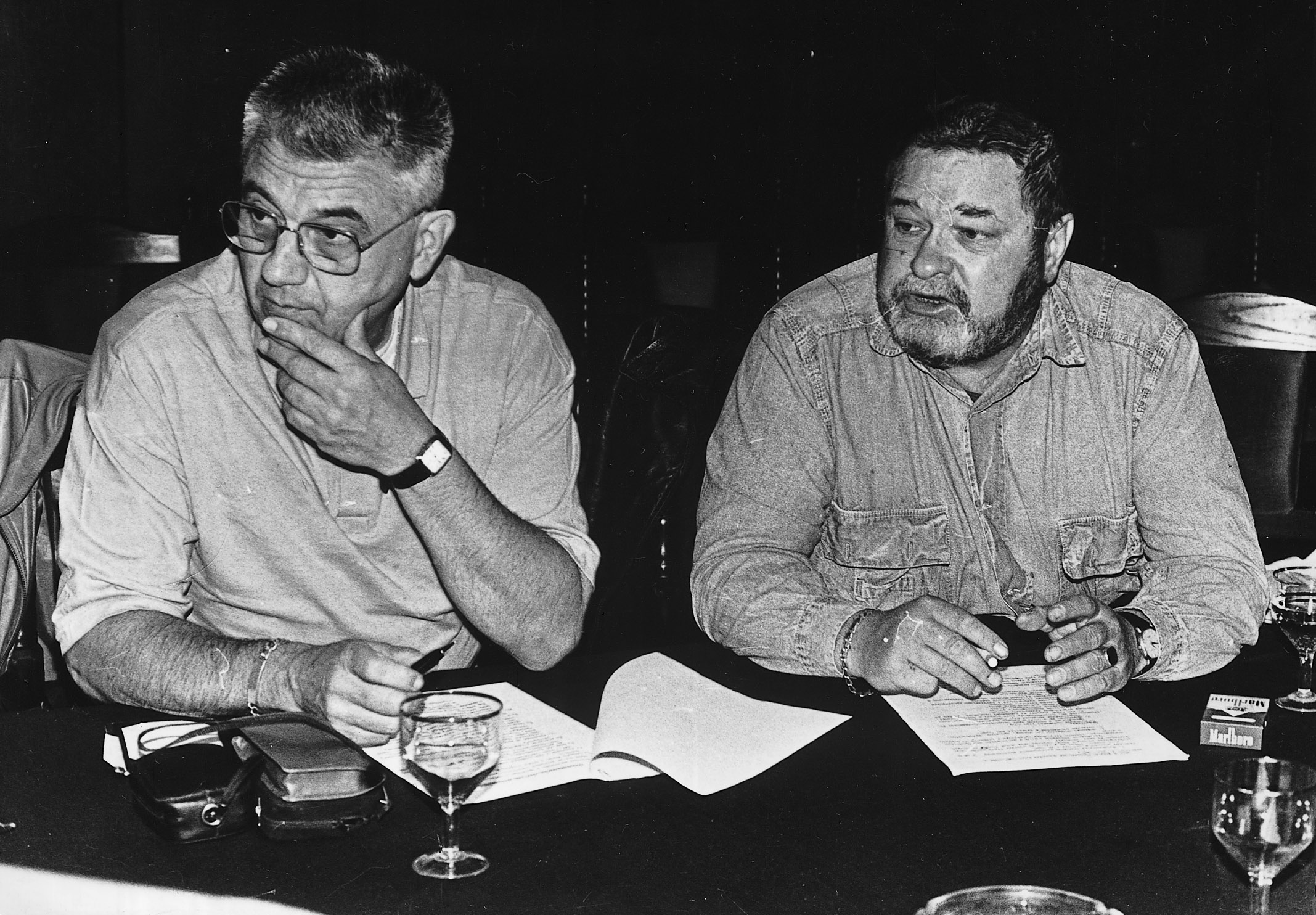
Ю. Семёнов (справа) с югославским коллегой, Югославия, 1989 год

- В 1960 году стал членом Союза писателей СССР.
- В 1986 году стал президентом Международной ассоциации детективного и политического романа (МАДПР) и главным редактором сборника «Детектив и политика», издававшегося этой ассоциацией совместно с Агентством печати «Новости», много сделавшего для популяризации в СССР детективного жанра.

Дмитрий Лиханов вспоминал:
Он создал организацию, которая называлась МАДПР. Я помню, мы прилетели в Мексику на конгресс, а председательствовал на нём  мексиканский писатель, который подозревал в Юлиане агента КГБ. Юлиан заказал в местной ритуальной конторе венок, и вся наша делегация советская поехала и возложила этот венок на могилу Троцкого. А поскольку тот писатель был троцкистом, то сразу про свою неприязнь к Юлиану забыл.
- Вместе с бароном Э. А. фон Фальц-Фейном создал Международный комитет по поиску Янтарной комнаты, куда входили также Жорж Сименон, Джеймс Олдридж, Георг Штайн. Поиски никакого результата не имели. Совместно с фон Фальц-Фейном занимался поиском и возвращением в Россию утраченных культурных ценностей. В результате деятельности созданного ими Международного комитета по возвращению русских сокровищ на родину в Россию был возвращён прах Фёдора Шаляпина, часть библиотеки Дягилева-Лифаря, уникальный гобелен с изображением царской семьи из Ливадийского дворца и многие другие культурные ценности[источник не указан 3403 дня].
- В 1988 году Юлиан Семёнов, Василий Ливанов и Виталий Соломин открыли Московский экспериментальный театр «Детектив» (создан решением Исполкома Моссовета по согласованию с МВД СССР). Театр располагался в помещении Центрального дома офицеров (ЦДО) МВД РФ (Лубянка, 13). В нём ставились остросюжетные пьесы и детские спектакли. В 1992 году, когда Семёнов уже тяжело болел, а руководил труппой Ливанов, театр был закрыт из-за конфликта на почве аренды помещения[источник не указан 3403 дня].

### Последние годы жизни и смерть

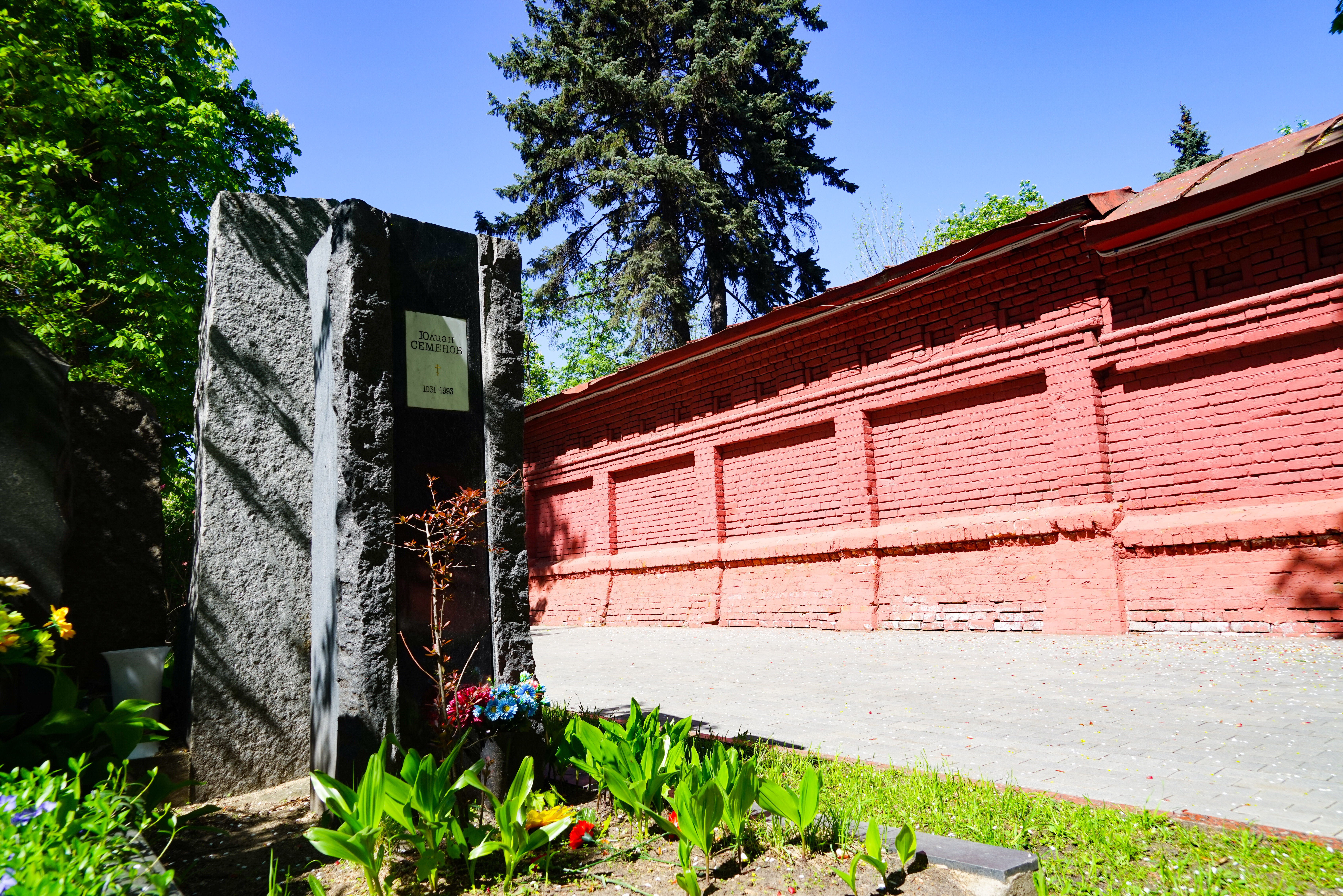
Могила Ю. Семёнова на Новодевичьем кладбище Москвы

«Он жаждал перемен, он страстно их желал, писал Горбачёву: „Умоляю Вас, Михаил Сергеевич, дайте людям землю. Наше — это ничьё“, — но распада (СССР) не хотел точно. Он хотел сильной страны», — свидетельствовала его дочь.
После инсульта, случившегося 20 мая 1990 года (в день, когда планировалось подписание договора с командой Руперта Мёрдока) Семёнов оказался прикованным к постели и вернуться к работе уже не смог. Скончался Семёнов 15 сентября 1993 года на 62-м году жизни.
Ольга Семёнова в фильме «Рассказы об отце. Юлиан Семёнов глазами дочери» сказала, что её отца «устранили». Эта же версия проговорена в фильме
«Он слишком много знал…», снятом по сценарию Дмитрия Лиханова. «Устранение» упоминалось и в воспоминаниях бывших коллег писателя. Режиссёр Борис Григорьев в одном из газетных интервью говорил:
Конечно, мы смертны, но с болезнью и смертью Семёнова не всё чисто — мне кажется, ему просто помогли уйти… Юлиан многим переходил дорогу, многим был неудобен, потому что лез в такие сферы, в которые его не хотели пускать… поэтому обширный инсульт, который с ним якобы случился, внушает мне большие подозрения. Конечно, это только мои ощущения, я не врач, и никаких доказательств у меня нет.
В некоторых источниках утверждается, что прах Семёнова, согласно его завещанию, развеян над Чёрным морем, а на Новодевичьем кладбище установлен кенотаф.

Дочь писателя Дарья Семёнова опровергает эту информацию:
«Папу кремировали. После кремации урна месяц стояла у меня в мастерской, потому что нам не давали места для захоронения. А когда дали, я сама пришла на кладбище, выкопала яму и поставила её туда. Но тогда я ещё не могла положить плиту, поэтому после первого же дождя урна верхней частью вышла наружу. Пришлось всё повторить. И сейчас там лежит плита».

## Работа для кинематографа
На протяжении всей творческой жизни Семёнов писал сценарии для кино, преимущественно по мотивам своих произведений. Полная фильмография писателя насчитывает более 20 экранизированных произведений, некоторые из них: «Майор Вихрь» (1967), «Семнадцать мгновений весны» (1973), «Петровка, 38» (1980), «ТАСС уполномочен заявить…» (1984), «Противостояние» (1985). «Противостояние» (2024).
Семёнов также выступил в качестве режиссёра фильма «Ночь на 14-й параллели» (1971) и актёра в фильмах «Будни и праздники» (1961) и «Солярис» (1972, реж. Андрей Тарковский).

## Культурный фонд Юлиана Семёнова
Культурный фонд Юлиана Семёнова был создан по инициативе Ольги Юлиановны Семёновой в 2006 году с целью сохранения и распространения культурного наследия русского советского писателя Юлиана Семёнова, а также благотворительности. Фонд оказывает благотворительную поддержку православным приютам, детским домам и другим детским учреждениям Российской Федерации и детям, нуждающимся в неотложной медицинской помощи. Фонд также следит за изданием произведений писателя на территории стран СНГ и другими вопросами, относящимися к области авторского права. Фондом была проведена работа по подготовке и проведению 80-летнего юбилея писателя, смотри список юбилейных мероприятий, создан новый документальный фильм «Неизвестный Юлиан Семёнов», вышло второе, исправленное и дополненное, издание книги Ольги Семёновой «Юлиан Семёнов» (серия ЖЗЛ), издан новый альбом «Крым Юлиана Семёнова».
Также Фонд содержит и развивает экспозицию мемориального Дома-музея Юлиана Семёнова в посёлке Олива (Верхняя Мухалатка) недалеко от Фороса (Крым).

## Награды
- Медаль «В ознаменование 100-летия со дня рождения Владимира Ильича Ленина» (1970)[источник не указан 1281 день]
- Государственная премия РСФСР имени братьев Васильевых (23 декабря 1976) — за многосерийный художественный телевизионный фильм «Семнадцать мгновений весны» производства Центральной киностудии детских и юношеских фильмов имени М. Горького[41]
- Премия КГБ СССР в области литературы и искусства (1978)
- Орден Дружбы народов (6.10.1981)
- Заслуженный деятель искусств РСФСР (1982)
- Орден Октябрьской Революции (16.11.1984)

## Память

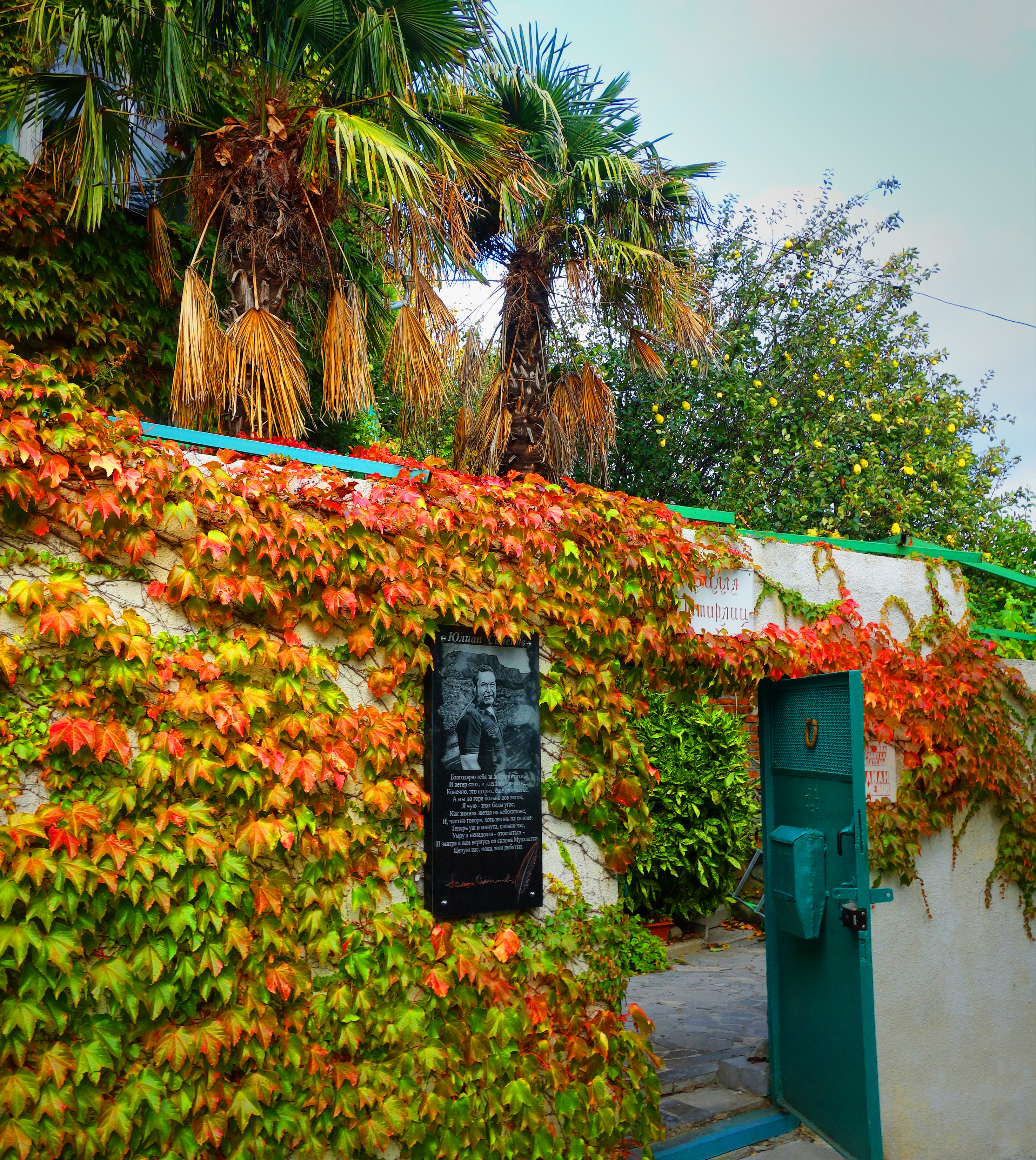
Дом-музей Ю. Семёнова в Оливе

- В 2001[42] году младшая дочь писателя Ольга Юлиановна Семёнова открыла мемориальный дом-музей писателя в посёлке Олива (Верхняя Мухалатка) недалеко от Фороса (Крым)[40].
- В 2011 году, в честь 80-летия со дня рождения писателя, Культурный фонд Юлиана Семёнова и Союз журналистов Москвы учредили ежегодную премия имени Юлиана Семёнова в области экстремальной геополитической журналистики[43].
- В октябре 2011 году в редакции газеты «Московский комсомолец» состоялось открытие мемориальной доски писателю, который много лет сотрудничал с этим изданием[44].
- 29 сентября 2012 был открыт памятник Семёнову в Ялте (Крым) — перед гостиницей «Ореанда». Автор памятника — народный художник России Александр Рукавишников[45].
- В 2016 году в честь Юлиана Семёнова названа улица в Москве (в районе Солнцево)[46].
- С 7 октября 2016 по 28 февраля 2017 года в Санкт-Петербурге, в выставочных залах Президентской библиотеки прошла выставка «Кинороман с историей. Россия XX века глазами Юлиана Семёнова», посвящённая жизни и творчеству писателя.
- 11 октября 2016 года дочь писателя Ольга Семёнова презентовала первую книгу своего отца «Дипломатический агент», написанную в 1958 году. Книга стала первым отдельным изданием за пятьдесят лет. Презентация прошла в Москве в торговом доме «Библио-Глобус» на Мясницкой[47].
- 6 октября 2021 года в Оренбурге на стене исторического здания Объединённого государственного архива Оренбургской области, где в 1957 году работал журналист Юлиан Ляндрес, собирая материал для своей первой книги «Дипломатический агент», к 90-летию со дня рождения Юлиана Семёнова открыта мемориальная доска[48].
- В октябре 2021 года в ЦДЛ прошёл юбилейный вечер, приуроченный к 90-летию со дня рождения Юлиана Семёнова; на вечере выступили Никита Михалков, Шод Муладжанов, Захар Прилепин, Константин Эрнст, Сергей Шаргунов и др. Провели памятное мероприятие Евгений Додолев и Дмитрий Лиханов[49].
- В 2024 году в Москве, на фасаде Дома на набережной, где Семёнов жил последние годы — была установлена мемориальная плита[50].

Творчеству и памяти писателя посвящены документальные фильмы и телепередачи:
- «Юлиан Семёнов. „Как уходили кумиры“» (режиссёр Михаил Роговой, 2005)[51]
- «Юлиан Семёнов. „Информация к размышлению“» (режиссёр Александр Пасечный, 2006)[52]
- «Юлиан Семёнов. „Агент влияния“» (режиссёр Михаил Кузовенков, 2006)
- «Юлиан Семёнов. Под грифом „Секретно“» (режиссёр Алексей Аленин, 2007)
- «Рассказы об отце. Юлиан Семёнов глазами дочери» (режиссёр и автор сценария Алевтина Толкунова, 2011)[25]
- «Юлиан Семёнов. „Он слишком много знал…“» («Первый канал», 2011)[53][54]
- «Неизвестный Юлиан Семёнов» (режиссёр Сергей Стафеев, 2011)[55]
- «Юлиан Семёнов. „Последний день“» («Звезда», 2020)[56]
- «Юлиан Семёнов: Тайны агента 001» («Мир», 2021)[57]
- «Юлиан Семёнов. „Рождённые в СССР“» («Мир», 2021)[58]
- «Крым Юлиана Семёнова» («Первый канал», 2021)[59][60]
- «Юлиан Семёнов. „Жизнь как детектив“» («ТВ Центр», 2021)[61]

#### Книги о Юлиане Семёнове
«Неизвестный Юлиан Семёнов»
Двухтомник, составленный и прокомментированный О. Ю. Семёновой, содержит обширный материал по освещению жизни, творчества и общественной деятельности Ю. С. Семёнова — его малоизвестные тексты и тексты о нём. Издательство «Вече», 2009.
- «Разоблачение» — в том входят произведения Юлиана Семёнова, ранее не публиковавшиеся или не известные широкому кругу читателей. Повести «Барон», «Комментарий к Скорцени», «Разоблачение», «Три перевода из Омара Кабесаса с комментариями»; пьесы «Два лица Пьера Огюста де Бомарше», «Дети отцов», «Процесс-38»; рассказы, статьи, рецензии. Впервые опубликованы стихи писателя.
- «Умру я ненадолго…» — в том входят переписка Ю. Семёнова со своим отцом С. Ляндресом, с семьёй; приведены письма читателей, письма друзей и коллег, статьи о творчестве писателя, интервью, воспоминания о нём, а также дневники 1960-х годов и путевые заметки.

В 2016 году в издательстве «Вече» вышел третий том издания — «Неизвестный Юлиан Семёнов. Возвращение к Штирлицу». В сборнике впервые опубликованы по авторским рукописям остросюжетные повести «Исход» (1966), «Держись за облака» (1967), «Господин большевик» (1960), «Жизнь комиссара Иванова» (1967), пьесы «Шифровка для Блюхера» (1965), «Провокация» (1968), «Поиск-891» (1981), ранее не публиковавшиеся рассказы и очерки, впервые переиздана документальная повесть «Люди штурмуют небо» (1960).
В 2021 году вышел очередной том серии «Неизвестный Юлиан Семёнов. Искренность», в нём опубликованы 58 ранних и неопубликованных рассказов, литературные сценарии «Крах операции „Террор“», «20 декабря», «Особо опасный преступник», дневниковые записи и переписка.
Другие издания
- Семёнова О. Ю. Юлиан Семёнов. — М.: Молодая гвардия, 2006. — 277 с. — (Серия: «Жизнь замечательных людей»). — ISBN 5-235-02924-0.
- Семёнова О. Ю. Юлиан Семёнов (издание второе, исправленное и дополненное). — М.: Молодая гвардия, 2011. — 592 с. — (Серия: «Жизнь замечательных людей»). — ISBN 978-5-235-03487-7.
- Семёнова О. Ю. (сост.). Неизвестный Юлиан Семёнов. Умру я ненадолго… (Письма, дневники, путевые заметки, статьи и интервью, воспоминания близких и друзей). — М.: Вече, 2008. — 608 с. — ISBN 978-5-9533-3302-3.
- Альбом. Крым Юлиана Семёнова. — Симферополь: Бизнес-Информ, 2011.
- Семёнов Ю. С. Первый день свободы. — Ялта, Дом-музей Юлиана Семёнова, 2018. — 256 с. — ISBN 978-5-600-01500-5.
- Крым Юлиана Семёнова. Сборник. Сост. Репин А. В., Семёнова О. Ю. — Ялта, Дом-музей Юлиана Семёнова, 2019. — 240 л.
- Юлиан Семёнов уполномочен заявить. — М., Московская правда, 2021. — 304 с. — ISBN 978-5-7482-0062-2.
- Юлиан Семёнов. Семнадцать мгновений весны. Кинороман с историей. — М., Вече, 2023. — 608 с. — ISBN 978-5-4484-4440-1.

## Факты
- В ряде романов Семёнова («ТАСС уполномочен заявить», «Пресс-центр», «Аукцион» и других) действует журналист Дмитрий Степанов, являющийся отображением автора. В частности, Степанов вспоминает о съёмках в фильме «Солярис», а среди институтских товарищей называет Евгения Примакова.
- Семёнов «поделился» с Максимом Исаевым (Штирлицем) своим днём рождения: и автор, и его герой родились 8 октября (Штирлиц — в 1900 году, Семёнов — в 1931).
- После выхода фильма «17 мгновений весны» все его создатели (режиссёр, оператор, основные актёры и другие) получили Государственную премию РСФСР. Единственный, кого не было в списках награждённых, оказался Юлиан Семёнов. Писатель впал в глубокую депрессию[63][64].
- В фильме «Спортлото-82» Леонида Гайдая большой популярностью среди населения пользуется детективный роман писателя Гениана Зелёного «Смертельное убийство». Также является намёком цитата, произносимая в фильме М. Пуговкиным: «В этом романе писатель неточно описал Южную Америку». Данный роман является аллюзией на реальное произведение Семёнова — «Пресс-центр».
- В романе Александра Червинского «Шишкин лес» имеется персонаж Эрик Иванов, сотрудничающий с КГБ автор сценария многосерийного фильма о советском разведчике «Полковник Шерлинг», муж приёмной дочери известного детского поэта Степана Николкина. По словам автора, прототипом послужил Юлиан Семёнов, что подчёркивается разительным сходством биографий[65].
- В романе «ТАСС уполномочен заявить» из цикла о Дмитрии Степанове упоминается актёр Леонид Броневой как исполнитель роли Мюллера, тем самым Семёнов упоминает экранизацию собственного произведения «Семнадцать мгновений весны».
- В 1984 году была создана многосерийная радиопостановка. Архивировано из оригинала 9 апреля 2012 года. по роману «Приказано выжить». Режиссёр — Эмиль Верник; автор инсценировки — Сергей Карлов. Постановка была задумана как радиопродолжение знаменитого телефильма «17 мгновений весны»: в ней звучала музыка Микаэла Таривердиева, а главные роли исполняли те же Вячеслав Тихонов, Леонид Броневой, Олег Табаков. Текст от автора читал Михаил Глузский.
- Из-за несогласия с режиссёрской трактовкой сценария Семёнов снял своё имя из титров советско-венгерского фильма «Держись за облака» (1971, реж. Б. Григорьев, П. Сас). Автором сценария в титрах числятся венгерский режиссёр Петер Сас и некто Михаил Аверин — водитель Юлиана Семёнова[66].